# 村松美枝子
村松 美枝子（むらまつ みえこ、1947年3月1日 - ）は、日本の元女優。山梨県出身。

## 出演作品

### 映画
- おんな刺客卍（1969年、東映） - 八木邸の女中
- 聖獣学園（1974年、東映） - 村越清江
- 少林寺拳法（1975年、東映）
- 華麗なる追跡（1975年、東映） - 尼僧
- 帰って来た女必殺拳（1975年、東映）
- トラック野郎（東映）
  - トラック野郎・御意見無用（1975年） - 看護婦
  - トラック野郎・望郷一番星（1976年） - アベック
  - トラック野郎・度胸一番星（1977年） - 花嫁
  - トラック野郎・突撃一番星（1978年） - 看護婦
  - トラック野郎・一番星北へ帰る（1978年） - 赤沢久枝
  - トラック野郎・熱風5000キロ（1979年） - 小林淑子
  - トラック野郎・故郷特急便（1979年）
- お祭り野郎 魚河岸の兄弟分（1976年、東映）
- 暴力教室（1976年、東映） - 看護婦
- 砂の小舟（1980年） - 侍女
- 二百三高地（1980年、東映）
- さらば、わが友 実録大物死刑囚たち（1980年、東映） - 佐藤よし江
- ダイアモンドは傷つかない（1982年、東映） - 受験生の母

### テレビドラマ
- 半七捕物帳（1971年、NET / 東映）
- 仮面ライダーシリーズ（MBS / 東映）
  - 仮面ライダー 第80話「ゲルショッカー出現! 仮面ライダー最後の日!!」（1972年） -  キャンプの娘
  - 仮面ライダーX 第30話「血がほしいー しびと沼のヒル怪人!!」（1974年） - 看護婦
  - 仮面ライダーストロンガー 第6話「先生に化けた クラゲ奇械人!」（1975年） - 松本義江
- どっこい大作 第35話「ウソかマコトか? パンで勝負だ!!」（1973年、12ch / 東映）
- プレイガール 第272話「怪談 悲恋の亡霊屋敷」（1974年、東映）-
- イナズマンF 第4話「謎の飛行船? 宇宙へ!!」（1974年、NET / 東映） - 死の花嫁
- がんばれ!!ロボコン（NET / 東映）
  - 第48話「バラバラリン、映画はおいらに任せとけ」（1975年） - 女優
  - 第71話「ショックラコン!! ロボパーもらった大金賞」（1976年） - 遊園地の客
  - 第92話「バブバブバァ!! いたずらがいっぱい」（1976年） - 主婦
  - 第105話「ドヒャリンコ!このガラクタをどうする!?」（1976年） - 母親
- ぐるぐるメダマン 第7話「こわいですねえヒトダマシール」（1976年、12ch / 東映） - 母親
- 宇宙鉄人キョーダイン 第27話「恐るべし!! デス五人衆の猛襲」（1976年、MBS / 東映） - 看護婦
- ザ・カゲスター 第27話「恐怖のトンボギラー 金しばり作戦!」（1976年、NET / 東映） - 教師
- スーパー戦隊シリーズ（NET / 東映）
  - ジャッカー電撃隊 第8話「6ターゲット!! 爆発する花」（1977年） - 加奈子
  - バトルフィーバーJ 第26話「包帯男の仮面報告」（1979年） - 看護婦
  - 電子戦隊デンジマン 第27話「赤いカブト虫爆弾」（1980年） - 主婦
  - 太陽戦隊サンバルカン 第31話「大東京シビレ音頭」（1981年） - 母親
  - 大戦隊ゴーグルファイブ 第23話「シャボン玉大作戦」（1982年） - 主婦
- 特捜最前線（ANB / 東映）
  - 第8話「愛と復讐の銃弾」（1977年）
  - 第16話「悲曲・断崖の女」（1977年）
  - 第32話「殉職・涙と怒りの花一輪」（1977年）
  - 第60話「シェパードだけが知っていた!」（1978年）
  - 第68話「誘拐・東京 - 函館縦断捜査!」（1978年）
  - 第75話「面影・密告してきた女!」（1978年）
  - 第79話「挑戦III・十三歳の旅立ち!」（1978年）
  - 第109話「紫色のマニキュアをした女!」（1979年）
  - 第116話「真夜中のデッドアングル!」（1979年）
  - 第226話「太鼓を打つ刑事!」（1981年）
  - 第249話「レイプ・襲われた姉妹!」（1981年）
  - 第377話「住宅街の殺人ゲーム!」（1984年）
  - 第392話「幼児誘拐・5年目の再開!」（1984年）
  - 第440話「結婚したい女・ハイミスOLの報復!」（1985年）
  - 第472話「嘘から出た殺人・結婚詐欺師に愛の手を!」（1986年）
  - 第491話「天使を乗せた紙ヒコーキ!」（1986年）
- 大鉄人17（1977年、MBS / 東映） - ロボターの声
- 騎馬奉行 第5話「大川に咲いた毒の花」（1979年、CX / 東映）
- バッテンロボ丸 第11話「ぼくはハチャメチャ釣てんぐ」（1982年、CX / 東映） - 母親
- 星雲仮面マシンマン 第10話「テレパシー大作戦」（1984年、NTV / 東映）
- 金曜女のドラマスペシャル 愛の終着駅 バラバラ殺人事件!（1984年、CX）